# 小原雲心
小原 雲心（おはら うんしん、文久元年5月19日（1861年6月26日） - 大正6年（1917年）1月1日）は、いけばな小原流の創始者。彫刻家。名は房五郎、号は六合軒。出雲国松江（現島根県松江市）出身。

## 経歴・年表
- 1861年（文久元年）：出雲松江藩士で後に陶工となった高田藤右衛門の三男に生まれる。
- 1880年（明治13年）：松江の両替商小原家養女の入婿になる。[1]小原家に入ってからも、雲心は彫刻に凝ることが多く、名人気質から家計は意のごとくならず、一時は飯石郡三刀屋町（現雲南市三刀屋町三刀屋千八拾番地）にある妹シナ（四女、通称ゼン）が養女として入籍した田部喜三郎家（２０２１年時点、現当主は８代田部昌典）へ身を潜めたこともあった。
- 1889年（明治22年）：養父死後、家業倒産のため、単身大坂へ出て大賀可楽のもと彫刻家を志す。余技として、いけばな（池坊専正）を学ぶ。[2][3]
- 1890年（明治23年）：日本美術協会会員となる。彫刻を生業とするが、需要がまれで生活に困窮し、夫人が出雲焼のやきものを売り一家のくらしをささえる。また、病弱であったため、余技のいけばなへ進むことになる。
- 1895年（明治28年）：自然盛花を考案する。[4]
- 1896年（明治29年）：京都美術展覧会で布袋和尚の立像を出品し明治天皇御買い上げとなる。[5]
- 1897年（明治30年）：盛花三十瓶展覧会で洋花を使った色彩盛花を初公開する。
- 1906年（明治39年）：池坊摂津国生花会頭職就任。
- 1910年（明治43年）：小原式国風盛花と名乗る。伝統的ないけばな界からは辛辣な評価をうける。[6]しかし、時代は横浜の西洋花屋の流れをくむフラワーデコレーション技法が流行しており、[7]洋花を取り入れたことで、一般大衆の洋風化した生活には受け入れられる。
- 1912年（大正元年）：大阪三越百貨店で花会を開催する。
- 1916年（大正5年）：小原式から正式に小原流を名乗る。[8]
- 1918年（大正7年）：長男二世家元小原光雲が盛花に「型」を定め家元制度を確立させ、盛花をいける人を急増させる。[9]